# Kim Dong-yoon
Kim Dong Yoon (en hangul, 김동윤) (30 de agosto de 1980) es un actor surcoreano. Anteriormente pertenecía a JYP Entertainment, sin embargo, cambió de agencia a Paran Byul Media.

## Filmografía

### Películas
- 2007: Drawing Paper
- 2009: That Day
- 2012: Two Weddings and a Funeral

### Dramas
| Año  | Título                               | Rol              | Canal    |
| ---- | ------------------------------------ | ---------------- | -------- |
| 2002 | Who's My Love                        | Cameo            | KBS 2TV  |
| 2003 | Sang Doo, Let's Go To School         | Cameo            | KBS 2TV  |
| 2004 | Exciting Change                      | Romeo            | MBC      |
| 2007 | Hometown Over The Hill               | Kim Jong Soo     | KBS 1TV  |
| 2008 | Love Racing                          | Seong Chun Dong  | ComedyTV |
| 2010 | Dong Yi                              | Shim Woon Taek   | MBC      |
| 2010 | Once Upon a Time in Saengchori       | Han ji Min       | tvN      |
| 2012 | I'll Give You the Stars and the Moon | Seo Jin Goo      | KBS      |
| 2012 | King's Dream                         | Seo Hyun (joven) | KBS 2TV  |
| 2015 | Save the Family                      | Choi Yoo Chan    | KBS 1TV  |

### Apariciones en videos musicales
| Año  | Canción                       | Artista      |
| ---- | ----------------------------- | ------------ |
| 2000 | "Introduce Me A Good Man"     | Koh Ho-kyung |
| 2002 | "Love Me Once Again"          | Vibe         |
| 2003 | "What on Earth"               | Camilla      |
| 2004 | "Painful and angry and sorry" | Haeun        |
| 2004 | "Ordinary Day"                | G.o.d.       |
| 2004 | "Opposites Attract"           | G.o.d.       |
| 2004 | "Incurable Disease"           | Wheesung     |
| 2004 | "Even Painfull"               | Noel         |
| 2006 | "두고두고" (dugodugo)         | Yarn         |
| 2007 | "Irony"                       | Wonder Girls |
| 2012 | "Come To Love"                | FACE         |

## Anuncios
- 2004: Té Verde "Donga Otsuka"
- 2005: Cerveza Cass
- Coca-Cola
- SK Telecom
- Asiana Airlines